# God Only Knows
«God Only Knows» (en español: «Solo Dios sabe») es la octava canción del álbum Pet Sounds y una de las canciones más célebres del grupo musical estadounidense The Beach Boys. La canción fue compuesta y producida por Brian Wilson, con el texto de Tony Asher y la principal parte vocal interpretada por Carl Wilson. Es el lado B del sencillo «Wouldn't It Be Nice».
La canción es ampliamente señalada como una de las mejores canciones de la historia de la música popular, considerándola Paul McCartney, entre otros, como su canción favorita. 
Tiene la particularidad de ser una de las primeras canciones pop en las que se usa la palabra «Dios» (God) en el título. La canción representa también una novedad técnica y sofisticada en relación con la precedente producción de los Beach Boys, y de cualquier otro grupo pop de la época, en particular por su estructura melódica y por la armonización vocal de los coros. En la introducción es posible escuchar instrumentos más bien inusuales para el género, como el clavecín y el corno.
Brian Wilson recuerda en su autobiografía Wouldn't It Be Nice: My Own Story que la melodía de la canción surgió por inspiración gracias a cierta pieza de Johann Sebastian Bach que había escuchado. Añade que la canción «fue una visión que tanto Tony como yo tuvimos. Es como quedarse ciego pero en esa ceguera poder ver más. Cierras los ojos; eres capaz de ver un lugar o algo que sucede». Así, «la idea resume en sí todo lo que intentaba expresar con una sola canción». Por su parte Tony Asher ha expresado que:

Esta es la única (canción) que yo pensé que sería un éxito, porque es tan increíblemente bella... Me preocupaba que quizás la letra no estuviera al mismo nivel que la música: ¿cuántas canciones de amor comienzan con una frase: '¿Quizás no siempre te ame?' Me gusta ese giro inesperado, y luché para comenzar la canción de esa manera. Al trabajar con Brian, no tuve que luchar demasiado, pero estaba deseando luchar hasta el final para convencerlo. Probablemente me estaba diciendo a mí mismo: «Dios, espero estar en lo correcto en esto», pero nunca estás lo suficientemente seguro. Pero sé que funcionará, porque la segunda parte, el significado real de la canción continúa: «Yo te amaré hasta que el sol se apague», es decir, «Te amaré por siempre». Supongo que al final God only knows es la canción que la mayor parte de la gente recuerda, y que ama más.

## Estructura musical
La canción es conocida por su complejidad armónica y un amplio uso de acordes invertidos, incluyendo inversiones tales como B7/A. El primer acorde del verso (D mayor/A) es un diatónica y acorde no diatónica. El acorde de tónica (E major) por lo general solo aparece con el mayor tercero o la quinta en el bajo. La progresión todo verso suena agitado y ambiguo, hasta que la línea «God only knows what I'd be without you» cuando la progresión de acordes finalmente alcanza un objetivo claro (A—E/G#—F#m7—E). Esta progresión armónica ha sido citada por musicólogos como un buen ejemplo sobre cómo el significado lírico puede ser apoyado y potenciado por una progresión de acordes, junto con el gancho de la melodía que también proporciona un ejemplo de «aumentar la energía melódica que viene en medio de la línea ascendente de forma gradual». En opinión del musicólogo Philip Lambert, el contrapunto vocal de la canción evoca a las tradiciones sagradas de una cantata de Johann Sebastian Bach o un oratorio de Georg Friedrich Händel.
La tonalidad de la canción varia entre A mayor y E mayor. El teórico musical Daniel Harrison comparó la canción con «California Girls», ya que ambos evitan una posición de tónica fundamental, y suprime la unidad cadencial. También contiene una línea de bajo descendente escalonada como en otras composiciones de Wilson en Pet Sounds.
Tras su paso vinculación instrumental, la tonalidad asciende a su cuarto intervalo. Según el autor Jim Fusilli: "Brian llegó bastante cerca de un callejón sin salida. No hay realmente ninguna forma de salir del puente, que modula a G mayor desde D mayor, pero termina con el patrón D mayor-A menor- B menor. Por lo tanto, cuando la canción vuelve a D mayor, debe hacerlo desde B menor, que es una especie de cambio estático, en particular cuando el acorde siguiente es un B menor con solo una ligera variación en el bajo". La "fantasía coral" durante este cambio de tonalidad, finalmente llega a la conclusión de que "un sentido claro nos ha eludido por toda la experiencia que en realidad, la idea de "tono" en sí ha sido cuestionada y derribada", en el sentir de Lambert.

## Grabación y producción
La pista instrumental de la canción fue grabada el 10 de marzo de 1966 en United Western Recorders, Hollywood, California, las sesiones lo tuvieron Chuck Britz como ingeniero de sonido y a Brian Wilson como productor. Se registraron 20 tomas instrumentales hasta lograr la toma final. El joven miembro del grupo y hermano de Brian, Carl Wilson estuvo presente durante las sesiones instrumentales tocando su guitarra de doce cuerdas, además estuvieron presentes como músicos de sesión (entre otros) los conocidos colectivamente como The Wrecking Crew.
Para la toma máster se usaron en total 23 músicos de sesión, una gran cantidad para una grabación de pop. Todos los músicos tocaron simultáneamente, creando "una amplia manta celestial de música". Poco más tarde se grabó una sesión de cuerdas que fue añadida a la grabación original.
Originalmente Brian Wilson sería el cantante en "God Only Knows", pero después de que la canción había sido grabada con su voz, Brian pensó que Carl podía impartir mejor el mensaje que él. Brian refleja en octubre de 1966: "le di la canción a Carl porque estaba buscando una ternura y una dulzura que Carl tenía en sí mismo, así como en su voz. [Carl] llevó dignamente la canción.
Bruce Johnston explica que: "Brian realmente trabajo mucho en 'God Only Knows', y en cierto momento, él tenía a todos los Beach Boys, Terry Melcher y dos de las hermanas Rovell [la esposa de Brian, Marilyn Rovell y su hermana Diane] en la sesión. Quedó tan sobrecargado... que fue lo suficientemente inteligente como para despegar todo de nuevo, y hacer nuevamente las voces, yo en el extremo superior, Carl en el medio y Brian en el fondo. En ese punto, la decisión correcta para Brian era conseguir algo más sutil. Tenía una pista muy tierna aquí 'God Only Knows' es una pequeña obra maestra, y tenía razón en despegar todas las voces y terminar con solo tres voces. De hecho, es probablemente la canción más conocida de The Beach Boys que tiene solo tres voces".
La pista vocal del final fue grabada entre marzo y abril de 1966 en CBS Columbia Square, Hollywood, con Ralph Balantin como ingeniero de sonido y Brian Wilson en la producción. La canción cuenta con tres voces en la pista. Carl aparece en la voz principal, mientras que con Brian y Bruce Johnston hacen los coros, este último explicó: "Lo que es realmente lindo es que al final de la sesión, Carl estaba muy cansado, y volvió a su casa. Entonces Brian... recuerdo, que esto fue [grabado a] 8 pistas, por lo que, ahora tenía unas pistas extra a su disposición. Pero no fueron [grabadas] solo las dos voces de nosotros. Así que en el fundido, está cantando dos de las tres partes, [Brian] cantó la parte superior y la parte inferior mientras que yo cantaba en el medio". Las sesiones concluyeron el 11 de abril.

### Personal
Según Keith Badman y a partir de las notas incluidas en la edición de Pet Sounds de 1999:
The Beach Boys
- Bruce Johnston – armonías y coros[16]
- Brian Wilson – armonías y coros[16]
- Carl Wilson – voz principal y coros,[16] guitarra de doce cuerdas[10]

Músicos de sesión
- Hal Blaine – Batería
- Jesse Erlich – chelo
- Carl Fortina – acordeón
- Jim Gordon – "clip-clop" percusión[16][14]
- Bill Green – flauta
- Leonard Hartman – clarinete, clarinete bajo
- Jim Horn – saxofón,[14] flauta[15]
- Harry Hyams – viola[14]
- Carol Kaye – bajo eléctrico
- William Kurasch – violín[14]
- Leonard Malarsky – violín
- Jay Migliori – saxofón barítono
- Frank Marocco – acordeón,[16] clarinete[14]
- Ray Pohlman – bajo eléctrico
- Larry Knechtel – Hammond B3,[14][15] clavicordio[cita requerida]
- Don Randi – piano
- Lyle Ritz – contrabajo
- Alan Robinson – Trompa francesa
- Ralph Schaeffer – violín[14]
- Sidney Sharp – violín
- Darrel Terwilliger – viola, violín
- "Tony" – cascabeles[16][17]

## Publicaciones
La canción apareció por primera vez en el emblemático álbum Pet Sounds de 1966 en formato de sonido monofónico. Inicialmente, Brian Wilson consideró editarlo como un sencillo solista de Carl, pero como el grupo necesitaba editar un nuevo corte, se descartó esa idea y se editó bajo el nombre de The Beach Boys, debido al retraso de su inminente "Good Vibrations" que aún no estaba listo, "God Only Knows" se emitió en su lugar.
El 11 de julio de 1966 "God Only Knows" fue editada como el lado B de "Wouldn't It Be Nice" en sencillo en los Estados Unidos. En algunos sitios de ese país la canción apareció en el lado A. La primera vez que se editó solo alcanzó 39 en las listas de Estados Unidos en 1966. En toda Europa "God Only Knows" se editó como lado A, teniendo más éxito, alcanzando el número 2 en el Reino Unido al igual que en Australia, y mientras que en Irlanda llegó al puesto 3, en Holanda y Bélgica el 4, en Noruega el 6, y en Alemania el 22. Para septiembre, la canción alcanzó el puesto 6 en Canadá y 24 en Francia. "God Only Knows" alcanzó el puesto 38 en Cash Box.
Según el productor Domenic Priore, "God Only Knows" fue prohibida en algunas radios de los Estados Unidos, por considerarla blasfemia.

### En vivo
"God Only Knows" es interpretada con frecuencia en los conciertos de The Beach Boys, por ello apareció en álbumes en vivo como Live In London de 1970, en Good Timin': Live at Knebworth England 1980 editado en 2002 y en Live – The 50th Anniversary Tour de 2013.

### Variaciones
Se pueden escuchar diferentes versiones en el box set The Pet Sounds Sessions, en donde se aprecian en varias etapas el proceso de grabación, incluyendo su mezcla monofónica original; la primera versión en estéreo mezclada por Mark Linett; aspectos destacados de las fechas de edición y grabación, que documenta el avance del registro de la pista instrumental; la pista instrumental terminada; una versión a capella de la canción; una versión con un solo de saxofón; y la grabación original con la voz líder de Brian Wilson.

## Repercusión
Paul McCartney ha dicho públicamente que "God Only Knows" es su canción favorita. En una entrevista con David Leaf en 1990 declaró: "Es una muy, muy buena canción... Es uno de mis favoritas, recientemente me han preguntado hace poco para dar mi top 10 de canciones favoritas en una estación de radio japonesa ... no pensé mucho ni duramente en ello, así que puse [God Only Knows] en la parte superior de mi lista. Es muy profunda, muy emocional. Hay ciertos éxitos que acaban de llegarme, y son la colección más extraña de las canciones... pero esta en lo alto de la lista, debo decir ... "God Only Knows" las letras son geniales". Hablando en un especial de Radio 1 para conmemorar el 40 aniversario de la emisora británica, McCartney dijo "'God Only Knows' es una de las pocas canciones que me conduce hasta las lágrimas cada vez que la escucho. No deja de ser una canción de amor, pero es muy brillante. Se muestra el genio de Brian, de hecho, cuando la toque con él durante la prueba de sonido me quebré. Era demasiado para estar allí cantando esta canción". Haciendo referencia esto, Brian respondió con recelo en la década de 1970: "si 'God Only Knows' es la canción más grande jamás escrita, entonces yo nunca voy a escribir algo tan bueno otra vez. Y si no puedo escribir de nuevo alto tan bueno, entonces estoy acabado".
Según el sitio agregador de listas Acclaimed Music, es la 18.ª canción más aclamada por los críticos de todos los tiempos. La revista Mojo ha colocado "God Only Knows" en el lugar número 13 de la clasificación de las más grandes canciones de todos los tiempos. Pitchfork Media la ha nominado como la más grande canción de los años sesenta. Además la canción está en el lugar 25 de la lista de las 500 mejores canciones según la revista Rolling Stone.
La compositora Margo Guryan se inspiró en esta canción para escribir música pop. Ella dijo: "Pensé que era simplemente preciosa compré el disco y lo escuche un millón de veces, luego me senté y escribí "Think of Rain". Esa es realmente la forma en la que empecé a escribir de esa manera". Jimmy Webb, un compositor de música popular estadounidense, también ha declarado su fascinación por la canción, diciendo: "Me encanta 'God Only Knows' y su estilo barroco que nos remonta a 1740 y a Johann Sebastian Bach. Representa toda la tradición de música litúrgica que creo es una parte espiritual de la música de Brian y el canto de Carl esta prácticamente en su máximo apogeo. Tan bueno como nunca antes lo había conseguido". En un concierto solista de Steven Wilson en Tel Aviv de 2003, líder de Porcupine Tree, declaró que "God Only Knows" es su canción favorita de todos los tiempos. En el álbum en vivo Insurgentes que tuvo lugar en la Ciudad de México en 2009, Steven Wilson dijo que era una canción perfecta. Simon Neil de la banda escocesa Biffy Clyro tiene las letras "God only knows what I'd be without you", tatuadas en el pecho. Audree Wilson madre de Brian, cree que "God Only Knows", fue una de las mejores composiciones de Brian, dijo al respecto: "'God Only Knows' ... ¿Qué se puede decir al respecto?. Yo sigo pensando que es una de sus más grandes piezas".

## Versiones
En 1989 Tatsuro Yamashita lanza su álbum en vivo Joy dónde interpreta la canción de los Beach Boys 
"God Only Knows" fue traducida al español al igual que toda su lírica como "Solo Dios sabe" por los músicos argentinos Charly García y Pedro Aznar en 1991, Aznar canta la canción. Fue incluida en su álbum de estudio Tango 4 el cual tuvo buena difusión. Esta es una de las pocas versiones de una canción de The Beach Boys traducida al español. 
También versionada por Pitingo en su álbum "Soul, bulería y más" del año 2016.
En 2019, el grupo a capela Pentatonix la versionó para el álbum The Best of Pentatonix Christmas. Muchos fanáticos dicen que el grupo hizo de esta obra una canción navideña.
En 2024 en el talent show español Operación Triunfo 2023 Juanjo Bona y Martin Urrutia realizaron una versión en la Gala 4. Fue el primer y único dúo que los dos realizaron en el programa, pero se convirtió pronto en su canción, dando visibilidad al colectivo LGBTBIQ+.

## Grabación benéfica de la BBC
En octubre de 2014 la BBC emprendió una iniciativa solidaria para lo cual realizó una grabación de «God Only Knows» con la Music Orchestra y junto a veintisiete artistas entre los que se encuentran Jamie Cullum, Pharrell Williams, Paloma Faith, Stevie Wonder, Chris Martin, Kylie Minogue, Elton John, Dave Grohl, One Direction, Brian May y Brian Wilson, el compositor de la pieza.

## Banda sonora
Esta canción ha sido usada en numerosas producciones televisivas y cinematográficas, como por ejemplo:
- Modern Romance (1981)
- The Wonder Years (1991) (Serie de TV, Temporada 4, Episodio 11 - Corazón roto)
- Boogie Nights (1997)
- Scooby-Doo (2002)
- Mi vida sin mí (2003)
- Love Actually (2003)
- Enduring Love (2004)
- Big Love (serie, 2006)
- Skins episodio 5 (serie, 2007)
- Los Goldberg (2016) (Serie de TV, Temporada 4, Episodio 3 - George, George Glass!)
- Toy Story 4 (2019)
- The Boys (2020)  (Serie de televisión web, Temporada 2, Episodio 8 - «What I Know»)
- Amsterdan (2022), serie de HBO Max